# Bonifazio Boiardo

Stemma dei Boiardo

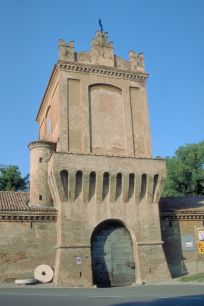
Castello di Panzano

Bonifazio Boiardo (... – 1325) è stato un nobile italiano e capostipite della nobile famiglia Boiardo.

## Biografia
Scarse sono le notizie storiche riguardanti Bonifazio, capostipite della famiglia Boiardo, i cui componenti presero il nome dalla località di Rubiera, tra Modena e Reggio. Un antico documento fa riferimento a due personaggi, Guido e Uguccione figli di Ruggero da Rubiera, che fecero donazioni al Monastero di Polirone di San Benedetto Po tra il 1095 e il 1099. In origine la famiglia era divisa in più rami e con diverse denominazioni. Tra queste spicca il ramo da Panzano, dal nome dell'omonimo castello.
Bonifazio appartenne ad un ramo della famiglia de' Bojardo, il cui cognome risulta menzionato in un documento del 1253. Bonifazio ricoprì la carica di capitano del popolo di Perugia nel 1298.

## Discendenza
Ebbe cinque figli:
- Gherardo (?-dopo 1334), podestà di Parma e di Cremona; fu padre di Selvatico, signore di Rubiera
- Lanfranco, religioso
- Guido
- Bertone
- Matteo (?-dopo 1340)